# Mycetophila biflagellata
Mycetophila biflagellata är en tvåvingeart som beskrevs av Duret 1991. Mycetophila biflagellata ingår i släktet Mycetophila och familjen svampmyggor. Inga underarter finns listade i Catalogue of Life.